# Buffalo (album)
Pour les articles homonymes, voir Buffalo.
Albums de Frank Zappa
The MOFO Project/Object
(2006) The Dub Room Special!
(2007)
Buffalo est un album posthume de Frank Zappa sorti le 1er avril 2007. Il s'agit d'un concert donné au Memorial Auditorium de Buffalo, dans l'État de New York, le 25 octobre 1980.

## Disque 1
| No  | Titre                                | Durée       |
| --- | ------------------------------------ | ----------- |
| 1.  | Chunga's Revenge                     | 8 min 34 s  |
| 2.  | You Are What You Is                  | 4 min 12 s  |
| 3.  | Mudd Club                            | 3 min 02 s  |
| 4.  | The Meek Shall Inherit Nothing       | 3 min 21 s  |
| 5.  | Cosmik Debris                        | 3 min 50 s  |
| 6.  | Keep It Greasy                       | 2 min 58 s  |
| 7.  | Tinsel Town Rebellion                | 4 min 19 s  |
| 8.  | Buffalo Drowning Witch               | 2 min 44 s  |
| 9.  | Honey, Don't You Want A Man Like Me? | 4 min 36 s  |
| 10. | Pick Me, I'm Clean                   | 10 min 15 s |
| 11. | Dead Girls Of London                 | 3 min 02 s  |
| 12. | Shall We Take Ourselves Seriously?   | 1 min 36 s  |
| 13. | City Of Tiny Lites                   | 9 min 58 s  |

## Disque 2
| No  | Titre                                    | Durée       |
| --- | ---------------------------------------- | ----------- |
| 1.  | Easy Meat                                | 9 min 26 s  |
| 2.  | Ain't Got No Heart                       | 2 min 00 s  |
| 3.  | The Torture Never Stops                  | 23 min 36 s |
| 4.  | Broken Hearts Are For Assholes           | 3 min 39 s  |
| 5.  | I'm So Cute                              | 1 min 38 s  |
| 6.  | Andy                                     | 8 min 14 s  |
| 7.  | Joe's Garage                             | 2 min 12 s  |
| 8.  | Dancing Fool                             | 3 min 36 s  |
| 9.  | The “Real World” Thematic Extrapolations | 8 min 53 s  |
| 10. | Stick It Out                             | 5 min 36 s  |
| 11. | I Don't Wanna Get Drafted                | 2 min 48 s  |
| 12. | Bobby Brown                              | 2 min 42 s  |
| 13. | Ms Pinky                                 | 3 min 48 s  |

## Musiciens
- Frank Zappa : guitare, chant
- Steve Vai : guitare

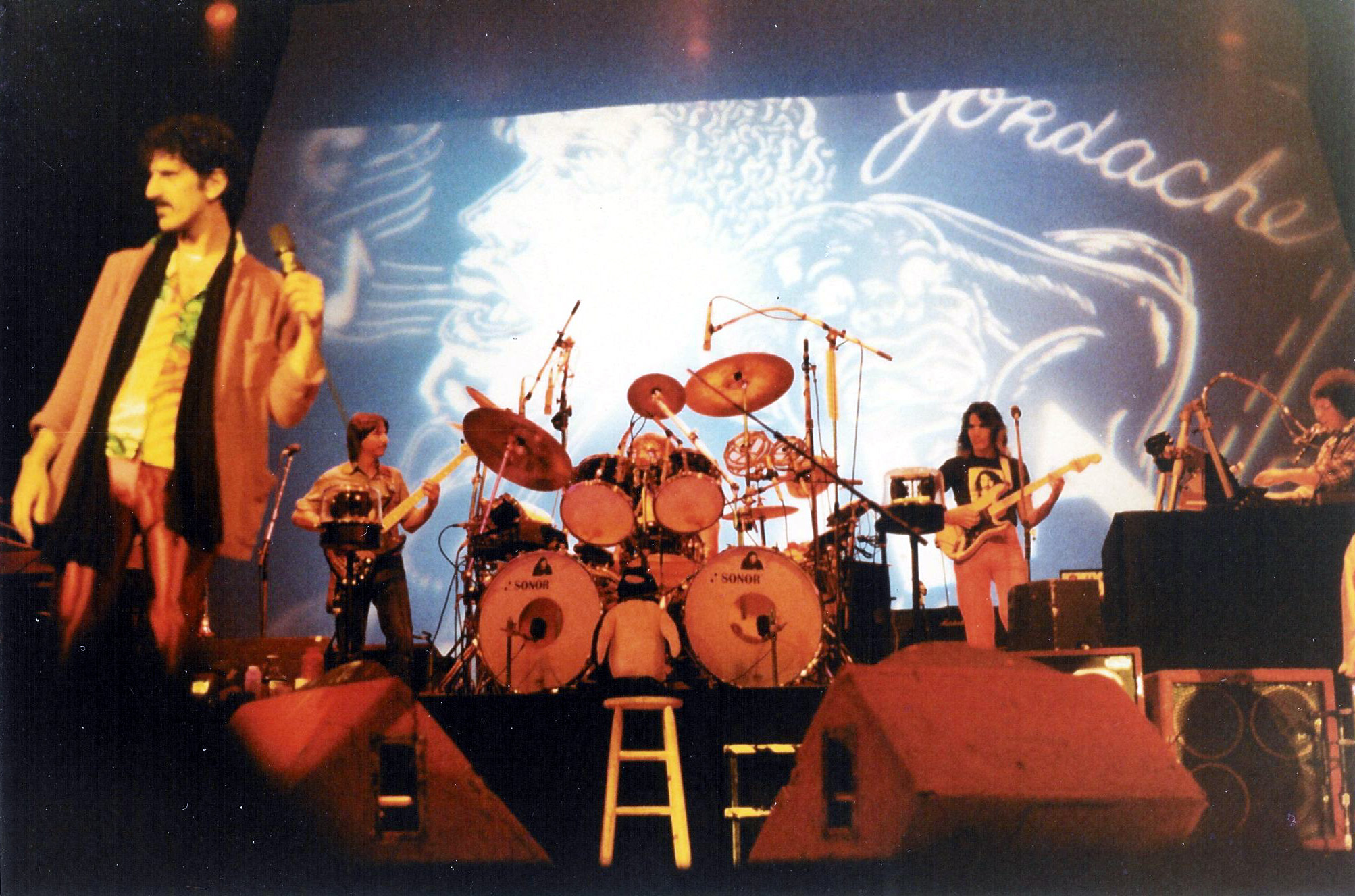
Frank Zappa et son groupe pendant le concert

- Ray White : guitare rythmique, chant
- Ike Willis : guitare rythmique, chant
- Tommy Mars : claviers, chant
- Bob Harris : claviers, trompette et chant
- Arthur Barrow : basse, chant
- Vinnie Colaiuta : batterie

## Production
- Production : Gail Zappa et Joe Travers
- Ingénierie : George Douglas, Frank Filipetti
- Direction musicale : Frank Zappa
- Conception pochette, direction artistique : Gail Zappa
- Photos : Kaushal Parekh